# 洪昇
洪昇（1645年8月21日—1704年7月2日），字昉思，號稗畦、稗村、南屏樵者，浙江杭州府錢塘縣西溪人，清初戲曲作家，以劇本《長生殿》聞名天下，與《桃花扇》作者孔尚任齊名，有“南洪北孔”之稱。

## 生平
洪昇之父是南方的小官員，夫人黃蘭次祖父黃機官至吏部尚書、文華殿大學士。洪昇生於清順治二年七月初一（1645年8月21日），自小受良好教育，先後師事陸繁弨、沈謙、毛先舒、王士禛等，熟讀四書五經。
康熙七年（1668年），洪昇进北京国子监，科举长期不顺利，常与北京的文士交往，但善写诗词散曲，“交游宴集，每白眼踞坐，指古摘今，无不心折”。徐嘉炎在《長歌行送洪昉思南歸》中說他“好古每稱癖，逢人不諱狂”。尤侗稱他：“洪子既归，放浪西湖之上，吴越好事闻而慕之，重合伶伦，醵钱请观焉。洪子狂态复发，解衣箕踞，纵饮如故”。
康熙二十七年（1688年）《長生殿》定稿，“三易稿而始成”。
康熙二十八年（1689年）捲入南北黨爭，被禮科給事中黃六鴻檢舉，在康熙帝的皇后佟佳氏喪葬期間，觀看伶人演出《長生殿》，犯「大不敬」罪，下刑部獄，康熙帝不忍加害，僅革去其監生籍，回籍鄉里。
晚年無官宦科舉之望，抑鬱無聊，康熙三十年（1691年）返居錢塘，常在西湖上遊歷。
康熙四十三年（1704年）應江寧織造曹寅邀請至江寧府，三日三夜欣賞《長生殿》的全本演唱，同年六月初一，在湖州府酒醉後登舟，落水而亡。

## 作品
洪昇的戲曲著作有九種，除《長生殿》外，還有《回文锦》、《回龙记》、《锦绣图》、《闹高唐》、《节孝坊》、《天涯泪》、《青衫湿》、《长虹桥》。現存《長生殿》和雜劇《四嬋娟》兩種。另有《稗畦集》、《稗畦續集》、《嘯月樓集》等。
土默熱引曹寅《贈洪昉思》一詩，認為洪昇曾首創《紅樓夢》，最後手稿流落曹家。

### 引用
1. ↑  《送沉亮臣归榇》一诗中说“嗟嗟长安内，往来多高轩，俳优厌梁肉，士不饱饔飧，后房曳罗纨，短褐无人存”
2. ↑  王士禛在《香祖笔记》中说洪昇“以诗有名京师”
3. ↑  徐麟《長生殿》序
4. ↑  尤桐《长生殿》序
5. ↑  《长生殿·例言》：“盖经十余年，三易稿而始成”。
6. ↑  尤桐在《长生殿》序中回憶：“洪子既归，放浪西湖之上，吴、越好事闻而慕之，重合伶伦，醵钱请观焉。洪子狂态复发，解衣箕踞，纵饮如故。”
7. ↑  据《国朝杭郡词辑》一书载，洪昇有词集《昉思集》、《四婵娟所填词》和《啸月楼集》

### 來源
書籍
- 章培恒：《洪昇年譜》 上海古籍出版社1979年2月出版